# 세르게이 라브로프
세르게이 빅토로비치 라브로프(러시아어: Серге́й Ви́кторович Лавро́в, 문화어: 쎄르게이 윅또로비치 라브로브, 1950년 3월 21일 ~ )는 러시아 연방의 외교부 장관이다. 러시아 연방 외교부 장관을 하기 전에, 세르게이 빅토로비치 라브로프는 1994년에서 2004년까지 국제연합 주재 러시아 연방 대표부 대사 겸 국제연합 안전보장이사회 러시아 연방 상임대표를 지냈다.
라브로프는 러시아어, 영어, 프랑스어, 싱할라어를 구사한다.

## 젊은 시절
라브로프는 소비에트 사회주의 공화국 연방 모스크바에서 아르메니아인 아버지와 조지아 출신 아르메니아인 어머니의 아들로 태어났다. 그는 고등학교를 졸업한 뒤 1967년 모스크바 국제관계대학 (MGIMO)에 입학하여 1972년 학위취득을 하였다. 1972년 스리랑카 민주사회주의 공화국에 소비에트 사회주의 공화국 연방 외교관으로서 파견되어 활동을 시작하였다. 스리랑카 대사관에서 1976년까지 근무한 후 그는 그 후 모스크바 연방특별시로 돌아왔으며 소비에트 사회주의 공화국연방 외교부 국제기구부에서 일했다.

## 아메리카 합중국 주재 러시아 연방 대사관 특명전권대사
1981년에, 그는 뉴욕에 있는 국제연합에 소비에트 사회주의 공화국 연방 상급 고문 사절로서 보내졌으며, 그곳에서 1988년까지 일을 했다. 그는 러시아 연방의 대사로서 국제연합에서 일을 하기 위해 돌아왔을 때인 1994년까지 러시아 연방 외교부에서 활동했다. 후자의 직위에 있는 동안, 그는 1995년 12월, 1997년 6월, 1999년 10월, 2000년 12월, 2002년 4월, 2003년 6월.에 유엔 안전 보장 이사회의 의장을 역임했다

## 러시아 연방 외교부 장관
2004년 3월 9일에, 러시아 연방 대통령 블라디미르 푸틴은 세르게이 빅토로비치 라브로프 국제연합 주재 러시아연방 대표부 특명전권대사 겸 국제연합안전보장이사회 러시아연방 상임대표를 러시아 연방 외교부 장관직으로 지명했다. 그는 전임 러시아 연방 외교부 장관 이고리 이바노프를 승계했다.
세르게이 빅토로비치 라브로프 러시아 연방 외교부 장관은 영리한 외교관이지만 정치인이라기 보다는 공무원이며, 러시아 연방의 외교 정책이 러시아 연방의 대통령에 의해 크게 좌우되는 그의 전임자 방식을 지속했다. 런던시의 채텀 하우스에서 러시아 연방의 외교 정책 전문가인 보보 로 박사는 그를 "강인하고, 믿을 수 있고, 매우 세련된 협상가"로서 묘사했지만, 그는 블라디미르 블라디미로비치 푸틴 러시아 연방 대통령 내실의 일부가 아니며 러시아 연방 외교 정책 중 그와 함께 하는 것이 매우 적다고 추가했다.

## 개인 삶
세르게이 빅토로비치 라브로프 러시아 연방 외교부 장관은 결혼한 상태이며 딸 예카테리나 세르게예브나 라브로바가 있다. 취미는 기타를 치고 곡과 시를 쓰는 것이다. 그는 훌륭한 스포츠맨이며 또한 애연가이다.

## 수상
2006년 12월에 세르게이 빅토로비치 라브로프 러시아 연방 외교부 장관은 영향력있는 주간 러시아의 비지니스 잡지인 엑스퍼트 매거진에 의해 그 해의 인물로 명명된 상태이다.

## 같이 보기
- 러시아의 대외 관계

## 참고
1. ↑  Russia's deep suspicion of the West
2. ↑  “러시아 연방 외무부”.
3. ↑  “Biography of Minister of Foreign Affairs of the Russian Federation Sergey Viktorovich Lavrov”. 2010년 5월 29일에 원본 문서에서 보존된 문서. 2009년 12월 3일에 확인함.
4. ↑  "Presidents of the Security Council : 1990-1999", UN.org.
5. ↑  "Presidents of the Security Council : 2000-", UN.org.
6. 1 2  Profile: Putin's foreign minister Lavrov
7. ↑  “Russia's Medvedev was given a cold remedy and tried archery”. RIA Novosti. 2009년 8월 27일. 2009년 9월 11일에 원본 문서에서 보존된 문서. 2009년 8월 28일에 확인함.